# イマジンカップ
イマジンカップ（Imagine Cup）はマイクロソフトが2003年から開催している学生ITコンテスト。

## 歴史
2003年にスペインのバルセロナで第1回大会が行われ、ソフトウェアデザイン部門のみ開催された。その後、部門も増加し、参加国は100カ国以上が参加された。

### 開催地一覧
- 2003年：バルセロナ（スペイン）
- 2004年：サンパウロ市（ブラジル）
- 2005年：横浜（日本）[1]
- 2006年：デリー（インド）
- 2007年：ソウル特別市（韓国）
- 2008年：パリ（フランス）
- 2009年：カイロ（エジプト）
- 2010年：ワルシャワ（ポーランド）
- 2011年：ニューヨーク（アメリカ）
- 2012年：シドニー（オーストラリア）
- 2013年：サンクトペテルブルク（ロシア）
- 2014年以降：シアトル（アメリカ）

## 概要
イマジンカップにはソフトウェアデザイン部門のほかに、ショートフィルム部門、ビジュアルゲーミング部門、テクノロジービジネスプラン部門などの各部門がある。
なお、ソフトウェアデザイン部門は各国で予選を行い、優勝チームが世界大会に出場できる。その他の部門はオンライン上で予選を実施、上位成績者が世界大会へと進む。

## 日本人入賞者
- 高橋直大 慶應義塾大学環境情報学部 - アルゴリズム部門3位（2008年）[2]
- 寺田志織 武蔵野美術大学 - 写真部門3位（2009年）[3]